# Cécile Canqueteau-Landi
Cécile Canqueteau-Landi, est une gymnaste artistique et coach de gymnastique française, née le 3 octobre 1979 à Paris.
En équipe de France, elle a participé aux Jeux olympiques d'Atlanta en 1996. De 2017 à 2024, elle est entraîneur au World Champions Centre à Spring au Texas où elle entraîne Simone Biles, Mélanie de Jesus dos Santos, Jordan Chiles et Joscelyn Roberson aux côtés de son mari Laurent Landi. Elle mène l’équipe américaine au titre de championne olympique à Paris en 2024 et Simone Biles dans sa reconquête du titre olympique au concours général.     

## Biographie

### Jeunesse et études
Cécile Canqueteau naît le 3 octobre 1979 à Paris. En 1988, elle intègre l'école Sainte-Anne à Marseille, puis le collège Roy d'Espagne en 1990 où elle étudie jusqu'en 1995. Elle poursuit sa scolarité au lycée Honoré Daumier avant d'entamer des études supérieures à l'Université d'Aix-Marseille où elle ne reste qu'une année.

### Vie privée
Le 20 août 2005, Cécile Canqueteau-Landi se marie à Las Vegas avec Laurent Landi, ancien gymnaste de l'équipe de France masculine. Ludivine Furnon et Ivan Ivankou sont présents à la cérémonie. Le couple a une fille, Juliette, née en 2007, qui fait partie de l'équipe de France de plongeon et s'entraîne à Woodland Diving au Texas. 

### Carrière sportive
Cécile Canqueteau démarre la gymnastique à l'âge de cinq ans et déménage à Marseille à neuf ans pour intégrer le Pôle France. Elle s'entraîne pendant toute sa carrière de gymnaste, de 1988 à 2003, au club de gymnastique de Saint-Giniez. 
Membre de l'équipe de France de gymnastique de 1994 à 1997, elle dispute sa première grande compétition internationale lors des championnats du monde de gymnastique artistique de Dortmund en 1994. L'année suivante, aux championnats du monde de Sabae, elle termine 39e lors des qualifications au concours général individuel, ce qui ne lui permet pas d'accéder à la finale car trois gymnastes françaises sont déjà qualifiées (ce qui constitue le maximum autorisé par nation) : Laëtitia Bégué, Elvire Teza et Isabelle Severino. La même année, elle remporte la médaille d'or à la poutre lors de la coupe du monde de Bercy.
En 1996, Cécile Canqueteau-Landi participe aux Jeux olympiques d'Atlanta, où la France se classe huitième au concours par équipe,, puis aux championnats d'Europe en 1998. Elle quitte le haut niveau en 1999 mais continue de concourir pour son club jusqu'en 2002 au niveau national.

### Carrière d'entraîneur
Après avoir quitté l'université, Cécile Canqueteau-Landi commence sa carrière d'entraîneuse au Pôle France où elle reste jusqu'à fin 2003. En 2004, elle déménage à Norman, dans Oklahoma, avec Laurent Landi et devient entraîneuse à la Bart Conner Gymnastics Academy.
En juin 2007, après trois ans à la Bart Conner Gymnastics Academy, Cécile Canqueteau-Landi, accompagnée de Laurent Landi (avec lequel elle s'est mariée entre-temps), emménage au Texas pour entraîner à la World Olympic Gymnastics Academy (en). Elle devient alors l'entraîneuse personnelle d'Alyssa Baumann, Briley Casanova, Sophia Lee et Samantha Ogden. Elle travaille aussi étroitement avec d'autres gymnastes de l'académie comme Katelyn Ohashi et Madison Kocian. Beaucoup de ses athlètes obtiennent des bourses d'études ou deviennent des championnes régionales et nationales.
En octobre 2017, Cécile Canqueteau-Landi rejoint l'équipe du World Champions Center (en), à Spring au Texas, où avec son époux ils sont les entraîneurs de la quintuple championne olympique Simone Biles. Depuis 2022, elle y entraîne aussi la gymnaste française Mélanie de Jesus dos Santos.
À partir d'août 2024, elle sera l’entraîneur en chef de l'équipe de gymnastique de l'université de Géorgie qui évolue en National Collegiate Athletic Association.[réf. nécessaire]